# Ukraiinske, Novohrad-Volînskîi
Ukraiinske (în ucraineană Українське) este un sat în comuna Kîkova din raionul Novohrad-Volînskîi, regiunea Jîtomîr, Ucraina.

## Demografie
Componența lingvistică a localității Ukraiinske
     Ucraineană (96,15%)
     Rusă (3,85%)
Conform recensământului din 2001, majoritatea populației localității Ukraiinske era vorbitoare de ucraineană (96,15%), existând în minoritate și vorbitori de rusă (3,85%).